# بطليموس التاسع

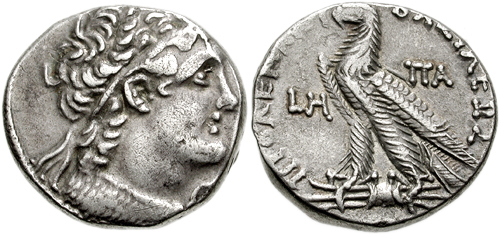
عملة فضية للملك بطليموس
التاسع تعود لعام 109 قبل الميلاد

بطليموس التاسع «سوتر لاتيروس» أو (المنقذ الحمص) 116 - 107 ق.م حكم مشاركة مع والدته الملكة كليوباترا الثالثة 116 - 101 ق.م. كانت والدته كيلوباترا الثالثة لا تريد أن توليه العرش بعد والده بطليموس الثامن وكانت تريد تولية أخيه بطليموس العاشر ولكن بعد تدخل وغضب من الشعب وبعض الأمراء تولى العرش رغما عن إرادة أمه.